# 岩瀬町
岩瀬町（いわせまち）は、茨城県西茨城郡にあった町である。霞ヶ浦にそそぐ桜川の源流として、能楽の作品「桜川」の舞台で知られる。
2005年（平成17年）10月1日、近隣の真壁町、大和村と合併し桜川市となった。

## 概要
1955年（昭和30年）3月31日に西茨城郡旧岩瀬町（桜川市岩瀬庁舎等の市街地以西の町域のほぼ西半部、富谷地区は除く）と西茨城郡東那珂村（現在の羽黒駅周辺、町域の東南部）、同郡北那珂村（現在の南飯田小学校の学区周辺、町域の北東部、富谷地区含む）が合併し発足。西茨城郡の所属であり、県の出先機関など（税務署、警察、保健所等）は殆どが水戸、笠間地区の管轄であったが、どちらかと言うと下館地区のほうが近いこともあり生活圏は下館地区にあった。例えば、免許証の更新などで警察署に出向く場合、町域のどこに住んでいるかによるが、下館警察署（筑西警察署）や真壁警察署（桜川警察署）の方が近かった。管轄の警察署でしか免許更新ができなかった頃は、はるばる笠間警察署まで出向かなければならなかった。そのような事実もあるせいか、各市町村ごとで分担している消防だけは下館地区の組合だった。合併後は下館地区（筑西市）の管轄になった。

## 地理

### 隣接していた自治体
- 茨城県
  - 笠間市
  - 筑西市
  - 新治郡八郷町
- 栃木県
  - 真岡市
  - 芳賀郡二宮町
  - 芳賀郡益子町
  - 芳賀郡茂木町

## 歴史

### 年表
- 1889年（明治22年）1月16日 - 水戸鉄道（現在の水戸線）が開業。
- 1889年（明治22年）4月1日 - 町村制の施行により、西那珂村（にしなかむら）が発足。
- 1925年（大正14年）1月1日 - 西那珂村が町制施行改称し岩瀬町となる。
- 1953年（昭和28年）5月18日 - 国道122号（現在の国道50号）が制定。
- 1955年（昭和30年）3月31日 - 北那珂村・東那珂村と合併し、新たな岩瀬町が発足。
- 1987年（昭和62年）4月1日 - 筑波鉄道筑波線が廃止。
- 2005年（平成17年）10月1日 - 真壁郡真壁町・大和村と合併し桜川市が発足。同日岩瀬町廃止。

### 行政区域変遷
- 変遷の年表

| 岩瀬町町域の変遷（年表） | 岩瀬町町域の変遷（年表） | 岩瀬町町域の変遷（年表） |
| 年                       | 月日                     | 旧岩瀬町町域に関連する行政区域変遷 |
| ------------------------ | ------------------------ | --- |
| 1889年（明治22年）       | 4月1日                   | 町村制施行により、以下の村がそれぞれ発足。 - 西那珂村 ← 岩瀬村・富岡村・鋨田村・飯淵村・久原村・長方村・大泉・堤上村・上野原地新田・ 西飯岡村・堤上村・本郷村・下泉村・中泉・犬田村 - 北那珂村 ← 亀岡村・大月村・小塩村・平沢村・池亀村・坂本村・間中村・福崎村・山口村・ 入野村・中里村・富谷村・南飯岡村・門毛村 - 東那珂村 ← 加茂部村・高幡村・猿田村・松田村・木植村・曽根村・今泉村・水戸村・青柳村・ 西小塙村・友部村・磯部村・上城村・稲村 |
| 1925年（大正14年）       | 1月1日                   | 西那珂村が町制施行改称し岩瀬町となる。 |
| 1955年（昭和30年）       | 3月31日                  | 北那珂村・東那珂村と合併し、新たな岩瀬町が発足。 |
| 1957年（昭和32年）       |                          | 中泉の一部が大和村に編入。 |
| 2005年（平成17年）       | 10月1日                  | 真壁町・大和村と合併し桜川市が発足。同日岩瀬町廃止。 |

- 変遷表

|  | 西新田       | 明治11年 岩瀬村   | 西那珂村 | 大正14年1月1日 岩瀬町に町制改称 | 昭和30年3月31日 岩瀬町 | 平成17年10月1日 桜川市 | 桜川市 |
|  | 木新田       | 明治11年 岩瀬村   | 西那珂村 | 大正14年1月1日 岩瀬町に町制改称 | 昭和30年3月31日 岩瀬町 | 平成17年10月1日 桜川市 | 桜川市 |
|  | 岩瀬村       | 明治11年 岩瀬村   | 西那珂村 | 大正14年1月1日 岩瀬町に町制改称 | 昭和30年3月31日 岩瀬町 | 平成17年10月1日 桜川市 | 桜川市 |
|  | 大岡村       | 明治11年 岩瀬村   | 西那珂村 | 大正14年1月1日 岩瀬町に町制改称 | 昭和30年3月31日 岩瀬町 | 平成17年10月1日 桜川市 | 桜川市 |
|  | 富岡村       |                   | 西那珂村 | 大正14年1月1日 岩瀬町に町制改称 | 昭和30年3月31日 岩瀬町 | 平成17年10月1日 桜川市 | 桜川市 |
|  | 鋨田村       |                   | 西那珂村 | 大正14年1月1日 岩瀬町に町制改称 | 昭和30年3月31日 岩瀬町 | 平成17年10月1日 桜川市 | 桜川市 |
|  | 飯淵村       |                   | 西那珂村 | 大正14年1月1日 岩瀬町に町制改称 | 昭和30年3月31日 岩瀬町 | 平成17年10月1日 桜川市 | 桜川市 |
|  | 久原村       |                   | 西那珂村 | 大正14年1月1日 岩瀬町に町制改称 | 昭和30年3月31日 岩瀬町 | 平成17年10月1日 桜川市 | 桜川市 |
|  | 大泉村       |                   | 西那珂村 | 大正14年1月1日 岩瀬町に町制改称 | 昭和30年3月31日 岩瀬町 | 平成17年10月1日 桜川市 | 桜川市 |
|  | 西小幡村     | 明治11年 長方村   | 西那珂村 | 大正14年1月1日 岩瀬町に町制改称 | 昭和30年3月31日 岩瀬町 | 平成17年10月1日 桜川市 | 桜川市 |
|  | 西小幡村新田 | 明治11年 長方村   | 西那珂村 | 大正14年1月1日 岩瀬町に町制改称 | 昭和30年3月31日 岩瀬町 | 平成17年10月1日 桜川市 | 桜川市 |
|  | 上野新田     | 明治11年 長方村   | 西那珂村 | 大正14年1月1日 岩瀬町に町制改称 | 昭和30年3月31日 岩瀬町 | 平成17年10月1日 桜川市 | 桜川市 |
|  | 上野原地新田 |                   | 西那珂村 | 大正14年1月1日 岩瀬町に町制改称 | 昭和30年3月31日 岩瀬町 | 平成17年10月1日 桜川市 | 桜川市 |
|  | 飯岡村       | 明治元年 西飯岡村 | 西那珂村 | 大正14年1月1日 岩瀬町に町制改称 | 昭和30年3月31日 岩瀬町 | 平成17年10月1日 桜川市 | 桜川市 |
|  | 堤上村       |                   | 西那珂村 | 大正14年1月1日 岩瀬町に町制改称 | 昭和30年3月31日 岩瀬町 | 平成17年10月1日 桜川市 | 桜川市 |
|  | 本郷村       |                   | 西那珂村 | 大正14年1月1日 岩瀬町に町制改称 | 昭和30年3月31日 岩瀬町 | 平成17年10月1日 桜川市 | 桜川市 |
|  | 下泉村       |                   | 西那珂村 | 大正14年1月1日 岩瀬町に町制改称 | 昭和30年3月31日 岩瀬町 | 平成17年10月1日 桜川市 | 桜川市 |
|  | 中泉村       |                   | 西那珂村 | 大正14年1月1日 岩瀬町に町制改称 | 昭和30年3月31日 岩瀬町 | 平成17年10月1日 桜川市 | 桜川市 |
|  | 犬田村       |                   | 西那珂村 | 大正14年1月1日 岩瀬町に町制改称 | 昭和30年3月31日 岩瀬町 | 平成17年10月1日 桜川市 | 桜川市 |
|  | 亀岡村       | 亀岡村            | 北那珂村 | 北那珂村                        | 昭和30年3月31日 岩瀬町 | 平成17年10月1日 桜川市 | 桜川市 |
|  | 大月村       |                   | 北那珂村 | 北那珂村                        | 昭和30年3月31日 岩瀬町 | 平成17年10月1日 桜川市 | 桜川市 |
|  | 小塩村       |                   | 北那珂村 | 北那珂村                        | 昭和30年3月31日 岩瀬町 | 平成17年10月1日 桜川市 | 桜川市 |
|  | 平沢村       |                   | 北那珂村 | 北那珂村                        | 昭和30年3月31日 岩瀬町 | 平成17年10月1日 桜川市 | 桜川市 |
|  | 池亀村       |                   | 北那珂村 | 北那珂村                        | 昭和30年3月31日 岩瀬町 | 平成17年10月1日 桜川市 | 桜川市 |
|  | 坂本村       |                   | 北那珂村 | 北那珂村                        | 昭和30年3月31日 岩瀬町 | 平成17年10月1日 桜川市 | 桜川市 |
|  | 間中村       |                   | 北那珂村 | 北那珂村                        | 昭和30年3月31日 岩瀬町 | 平成17年10月1日 桜川市 | 桜川市 |
|  | 福崎村       |                   | 北那珂村 | 北那珂村                        | 昭和30年3月31日 岩瀬町 | 平成17年10月1日 桜川市 | 桜川市 |
|  | 山口村       |                   | 北那珂村 | 北那珂村                        | 昭和30年3月31日 岩瀬町 | 平成17年10月1日 桜川市 | 桜川市 |
|  | 入野村       |                   | 北那珂村 | 北那珂村                        | 昭和30年3月31日 岩瀬町 | 平成17年10月1日 桜川市 | 桜川市 |
|  | 中里村       |                   | 北那珂村 | 北那珂村                        | 昭和30年3月31日 岩瀬町 | 平成17年10月1日 桜川市 | 桜川市 |
|  | 富谷村       |                   | 北那珂村 | 北那珂村                        | 昭和30年3月31日 岩瀬町 | 平成17年10月1日 桜川市 | 桜川市 |
|  | 飯田村       | 明治元年 南飯田村 | 北那珂村 | 北那珂村                        | 昭和30年3月31日 岩瀬町 | 平成17年10月1日 桜川市 | 桜川市 |
|  | 門毛村       |                   | 北那珂村 | 北那珂村                        | 昭和30年3月31日 岩瀬町 | 平成17年10月1日 桜川市 | 桜川市 |
|  | 加茂部村     | 加茂部村          | 東那珂村 | 東那珂村                        | 昭和30年3月31日 岩瀬町 | 平成17年10月1日 桜川市 | 桜川市 |
|  | 高幡村       |                   | 東那珂村 | 東那珂村                        | 昭和30年3月31日 岩瀬町 | 平成17年10月1日 桜川市 | 桜川市 |
|  | 猿田村       |                   | 東那珂村 | 東那珂村                        | 昭和30年3月31日 岩瀬町 | 平成17年10月1日 桜川市 | 桜川市 |
|  | 松田村       |                   | 東那珂村 | 東那珂村                        | 昭和30年3月31日 岩瀬町 | 平成17年10月1日 桜川市 | 桜川市 |
|  | 木植村       |                   | 東那珂村 | 東那珂村                        | 昭和30年3月31日 岩瀬町 | 平成17年10月1日 桜川市 | 桜川市 |
|  | 曽根村       |                   | 東那珂村 | 東那珂村                        | 昭和30年3月31日 岩瀬町 | 平成17年10月1日 桜川市 | 桜川市 |
|  | 今泉村       |                   | 東那珂村 | 東那珂村                        | 昭和30年3月31日 岩瀬町 | 平成17年10月1日 桜川市 | 桜川市 |
|  | 水戸村       |                   | 東那珂村 | 東那珂村                        | 昭和30年3月31日 岩瀬町 | 平成17年10月1日 桜川市 | 桜川市 |
|  | 友部村       |                   | 東那珂村 | 東那珂村                        | 昭和30年3月31日 岩瀬町 | 平成17年10月1日 桜川市 | 桜川市 |
|  | 青柳村       |                   | 東那珂村 | 東那珂村                        | 昭和30年3月31日 岩瀬町 | 平成17年10月1日 桜川市 | 桜川市 |
|  | 小塙村       | 明治元年 西小塙村 | 東那珂村 | 東那珂村                        | 昭和30年3月31日 岩瀬町 | 平成17年10月1日 桜川市 | 桜川市 |
|  | 友部村       |                   | 東那珂村 | 東那珂村                        | 昭和30年3月31日 岩瀬町 | 平成17年10月1日 桜川市 | 桜川市 |
|  | 磯部村       |                   | 東那珂村 | 東那珂村                        | 昭和30年3月31日 岩瀬町 | 平成17年10月1日 桜川市 | 桜川市 |
|  | 谷中村       | 明治11年 上城村   | 東那珂村 | 東那珂村                        | 昭和30年3月31日 岩瀬町 | 平成17年10月1日 桜川市 | 桜川市 |
|  | 橋本村       | 明治11年 上城村   | 東那珂村 | 東那珂村                        | 昭和30年3月31日 岩瀬町 | 平成17年10月1日 桜川市 | 桜川市 |
|  | 稲村         |                   | 東那珂村 | 東那珂村                        | 昭和30年3月31日 岩瀬町 | 平成17年10月1日 桜川市 | 桜川市 |

## 行政
- 町長：中田 裕
- 議会議長：橋本位知朗

### 財政
- 歳入：7,673,608 千円
- 歳出：7,406,799 千円

（2001年）

## 経済

### 産業
- 主な産業：商業、農業、石材業

### 就業人口
- 第1次産業 977人
- 第2次産業 4,543人
- 第3次産業 5,643人

（2000年）

## 交通

### 鉄道
- 東日本旅客鉄道
  - ■ 水戸線
    - 岩瀬駅 - 羽黒駅

かつては、岩瀬駅から常磐線土浦駅まで筑波鉄道筑波線が走っていた。1987年廃線。

### 道路
- 高速道路
  - 北関東横断道路（予定路線）岩瀬インターチェンジ（仮称）→その後建設が開始され合併後、北関東自動車道桜川筑西インターチェンジとして開通。
- 一般国道
  - 国道50号
- 主要地方道
  - 茨城県道41号つくば益子線
  - 茨城県道64号土浦笠間線
- 一般県道
  - 茨城県道119号真岡岩瀬線
  - 茨城県道140号西小塙石岡線
  - 茨城県道148号東山田岩瀬線
  - 茨城県道151号荻島真壁線
  - 茨城県道152号雨引観音線
  - 茨城県道216号岩瀬二宮線
  - 茨城県道257号西小塙真岡線
  - 茨城県道286号深沢岩瀬線
  - 茨城県道289号富谷稲田線
  - 茨城県道307号岩瀬停車場線
- 自転車道
  - 茨城県道501号岩瀬土浦自転車道線（つくばりんりんロード）

## 出身有名人
- 長谷川大紋 - 自由民主党参議院議員
- 久保三郎 - 日本社会党衆議院議員
- 伊沢拓司 - YouTuber、東大卒クイズ王
- 榎戸庄衛 - 画家
- 永瀬義郎 - 版画家、画家、旧北那珂村出身
- 長谷川大紋 - 自由民主党参議院議員、旧岩瀬町出身
- 安達勇人 - 歌手
- 広沢吉平 - 農業経済学者、旧北那珂村出身
- 有村直吉 - 元力士、第11代入間川
- 七代目三升家小勝 - 落語家